# حیدرپور
حیدرپور (به لاتین: Haydarpur) یک منطقهٔ مسکونی در بنگلادش است که در استان سیلهت واقع شده‌است. حیدرپور ۱٫۳۶ کیلومتر مربع مساحت و ۳٬۰۰۰ نفر جمعیت دارد.